# 波々伯部神社

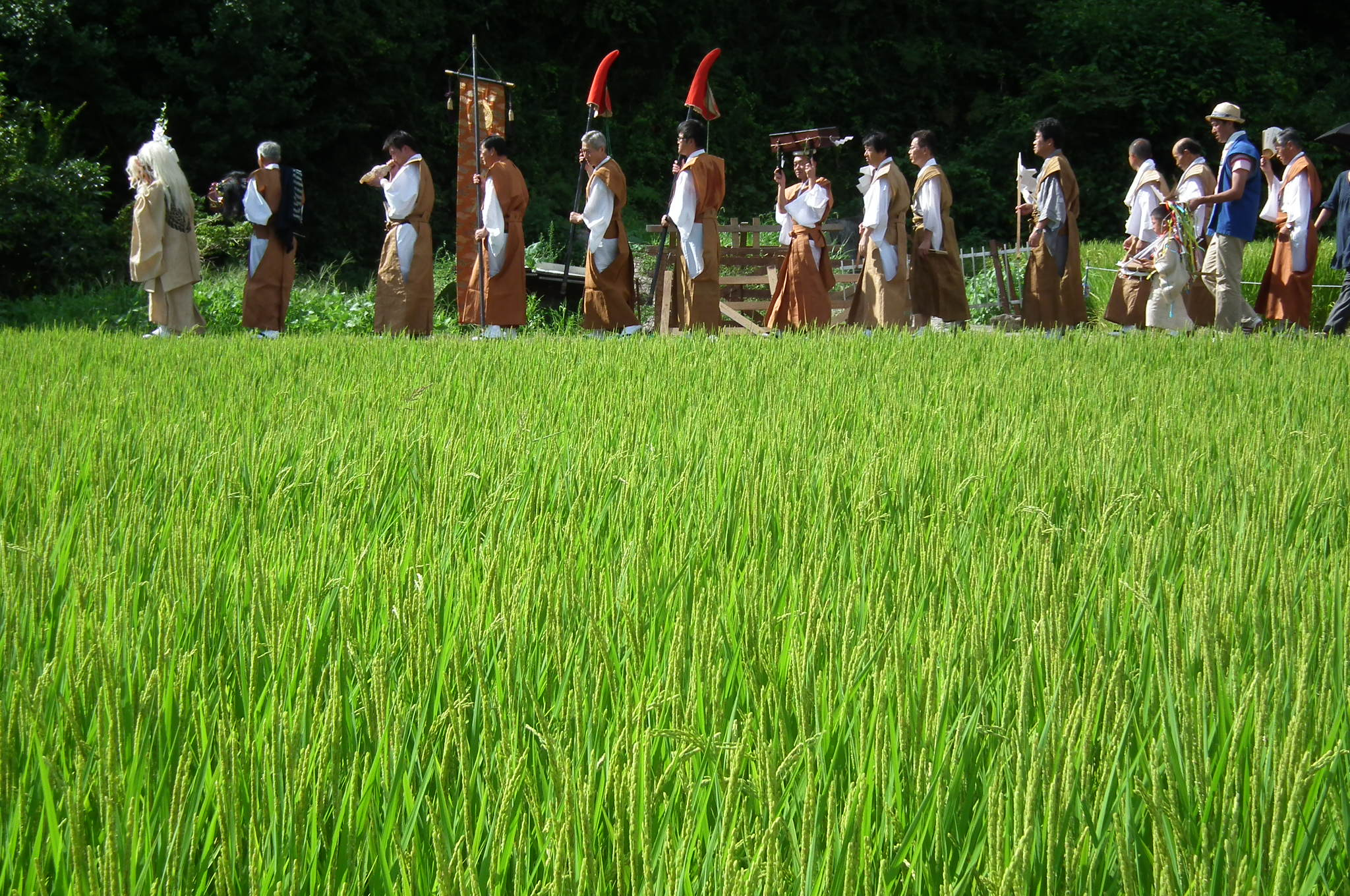
例祭「おやま行事」大歳森神社へ向かう行列（2011年8月7日）

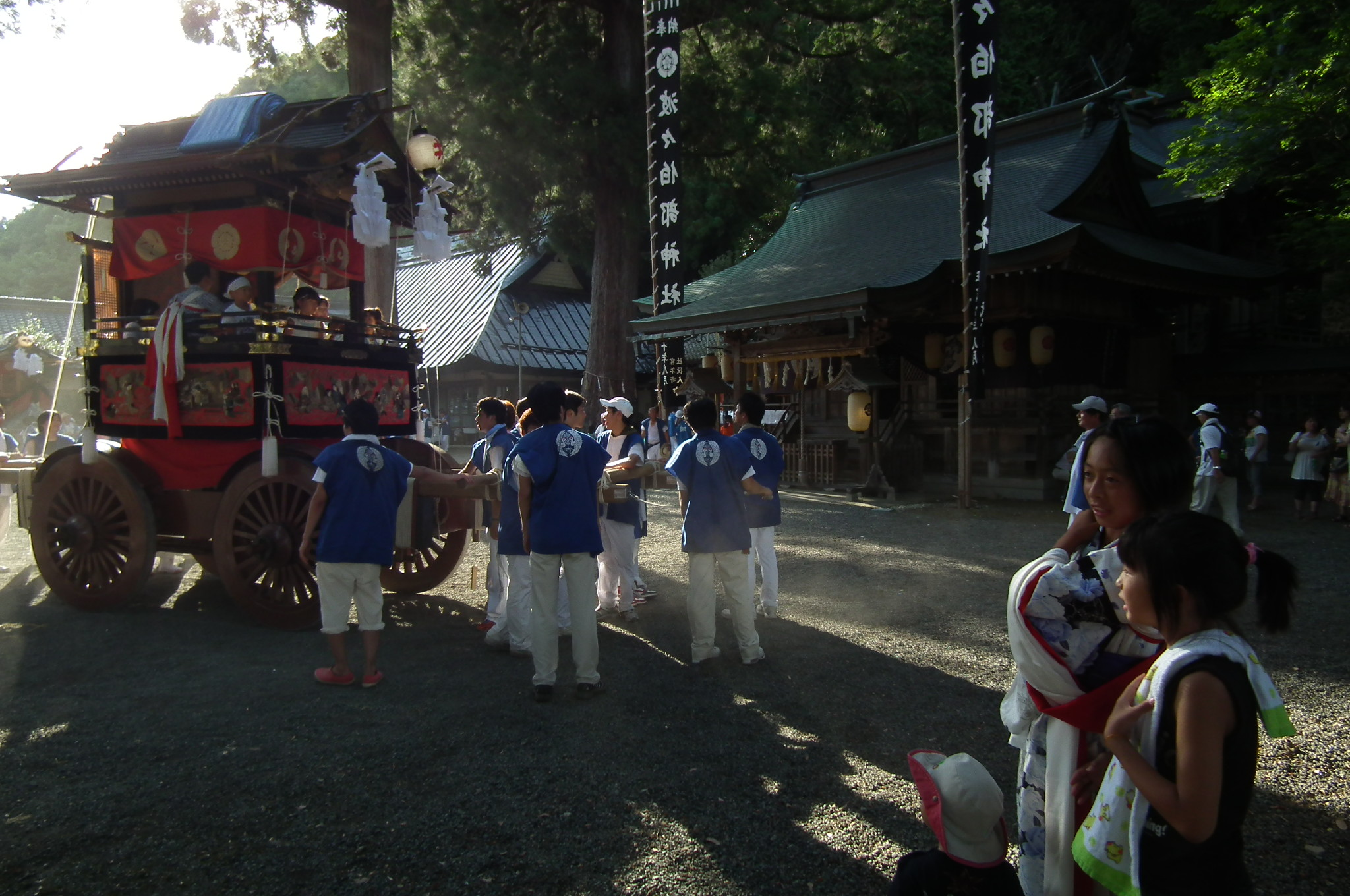
例祭、波々伯部神社境内（2011年8月7日）

波々伯部神社（ほほかべじんじゃ、ほうかべじんじゃ）は、兵庫県丹波篠山市波々伯部・宮ノ前にある神社。旧社格は県社。「丹波の祇園さん」とも呼ばれる。

## 祭神
- 素戔嗚尊（スサノオノミコト）[1][2][6]

## 歴史
社伝によれば680年の創建というが、一説に貞観年間（859–877年）ともいわれ、また天徳2年（958年）もしくは承徳2年（1098年）に京都の祇園社（現八坂神社）から勧請したという伝承もあり、あるいは広峯神社が遷座される際の途中の休憩所に社を建てたものとも伝えられる。牛頭天王を祭ることから祇園様とも称された。
開発土豪である波々伯部氏より篤く崇敬され、応永34年（1427年）には波々伯部宗光より日光月光木造懸仏を、永正14年（1517年）には波々伯部氏の妙光比丘尼より木造薬師像懸仏を奉納され、いずれも現存している。その後、波多野氏の祈願所となり、江戸時代には前田茂勝や松平康重らから橋や鳥居を寄進された。

## 祭事
毎年8月第1土・日曜日（古くは旧暦6月14日）の例祭（祇園祭）に催行される行事は「おやま行事」と呼ばれる。前日の宵宮祭は午前中に幕掛けが行われ、夜にはダンジリヤマと呼ばれる山車の宮入りがあり、宵宮の儀が執り行われる。氏子である8つの集落からそれぞれ一基ずつ8基のダンジリヤマが集結する。例祭当日は午後の神事の後にダンジリヤマの神幸式が執り行われ、その後にキウリヤマと呼ばれる円錐形の曳山が境内に入場し、東西に配置される。そこで舞台設定をした後、キウリヤマの中でデコノボウと呼ばれる人形戯が行われる。ダンジリヤマは毎年奉納されるが、キウリヤマは3年ごとの奉納である。大会謡の後、御旅所である大歳森（おとしもり）への神幸行列がダンジリヤマとともに練られる。

### ギャラリー

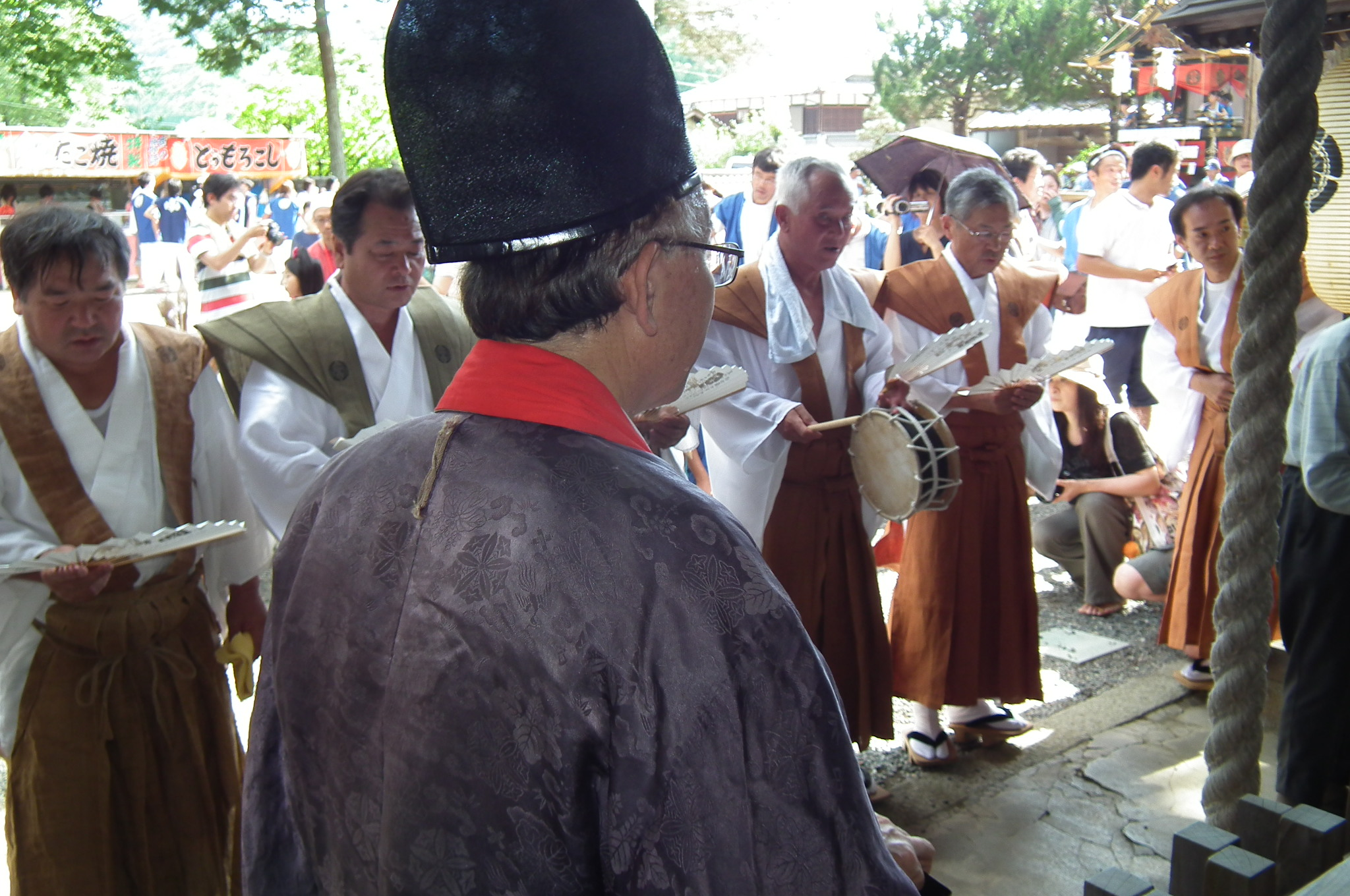
大会謡
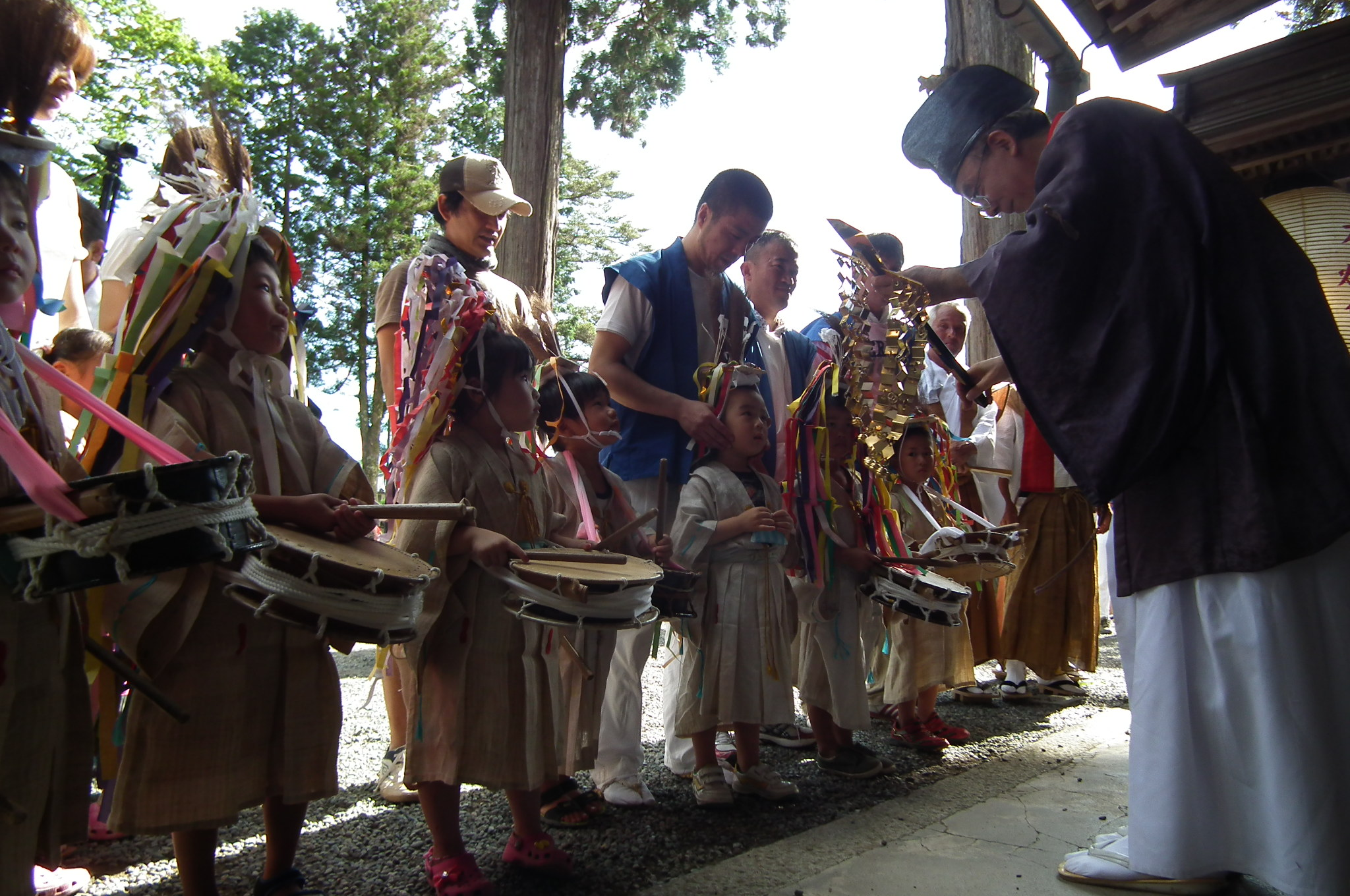
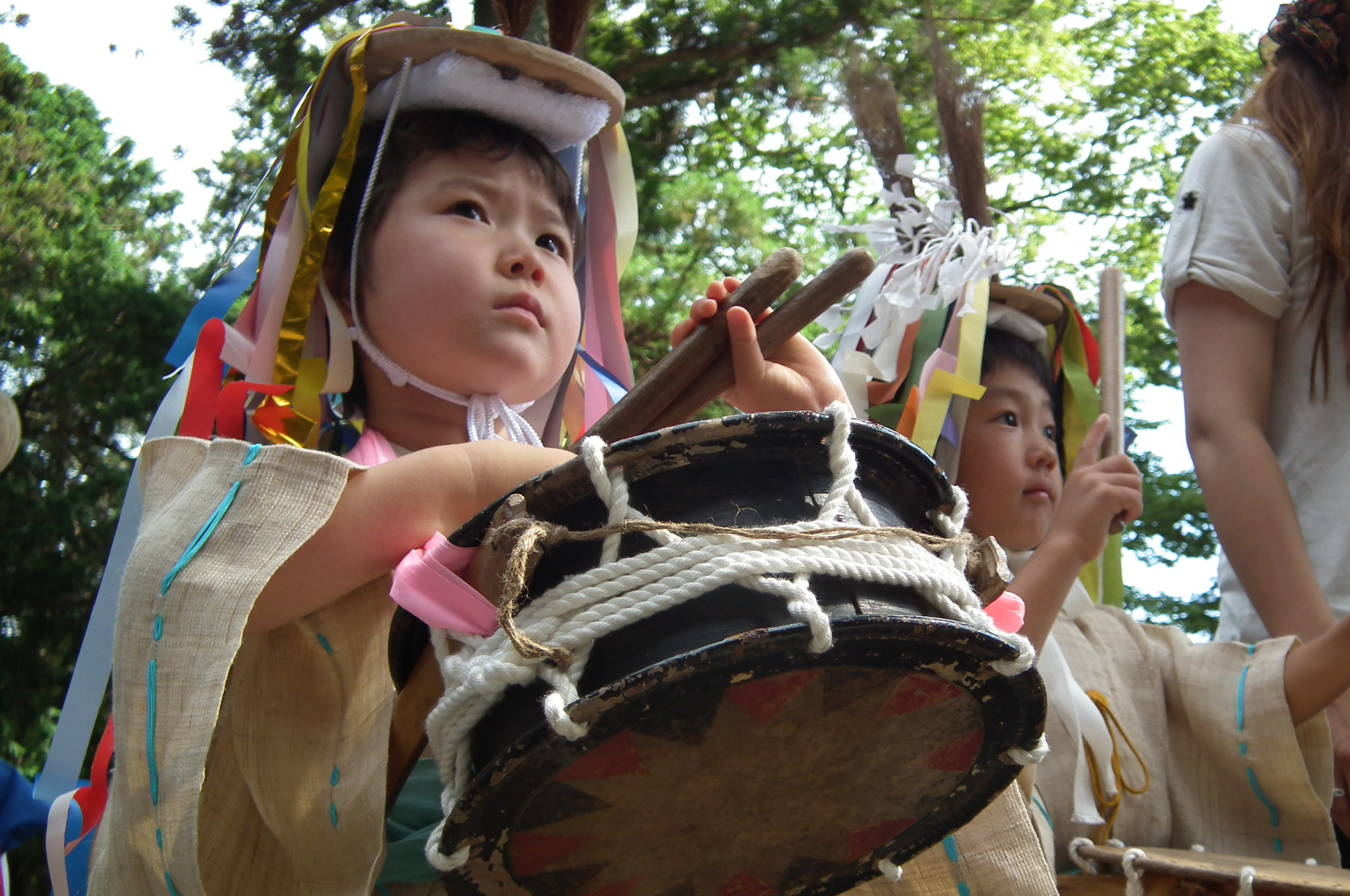
稚児
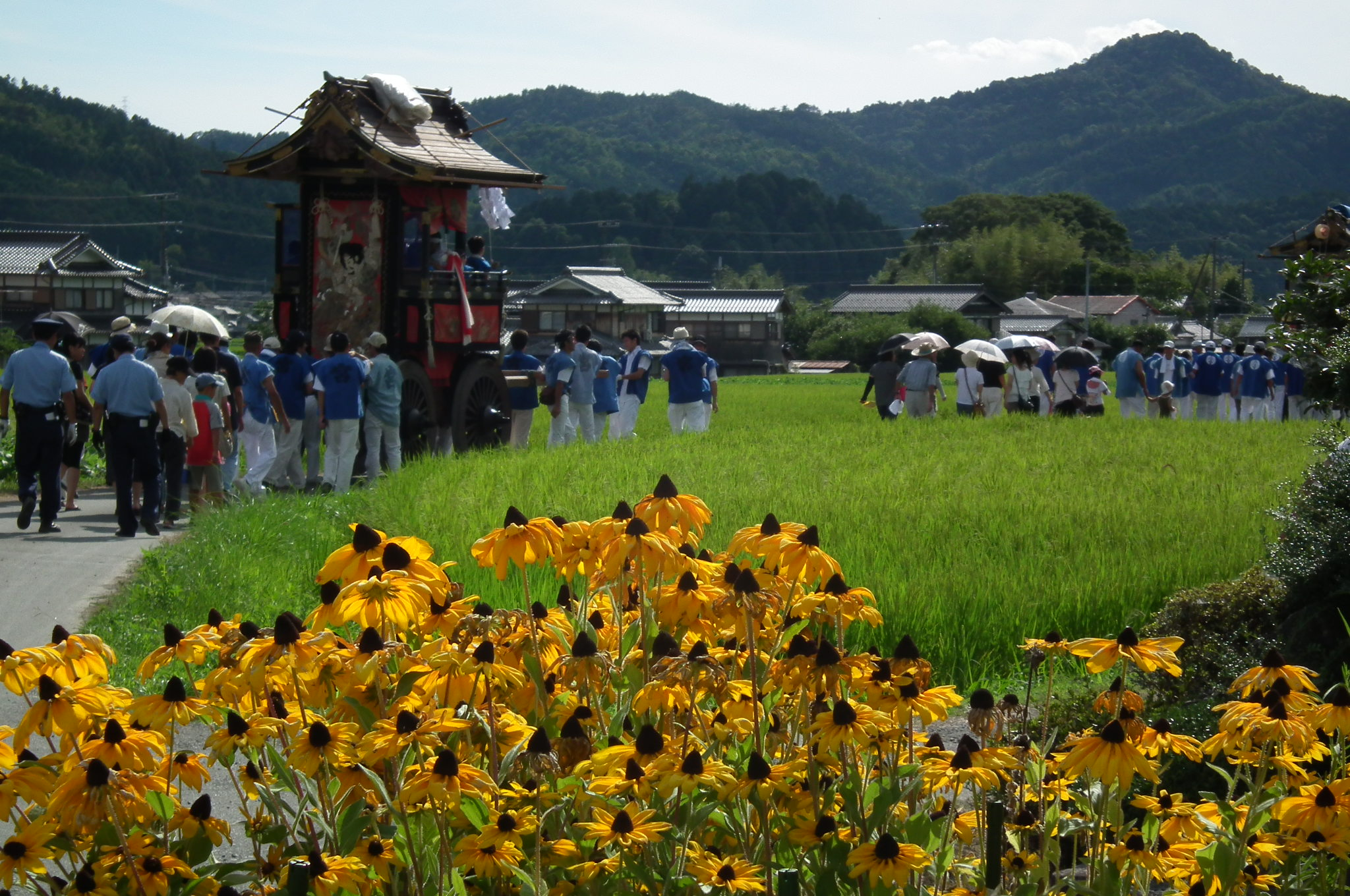
御旅所へ向かう神幸行列
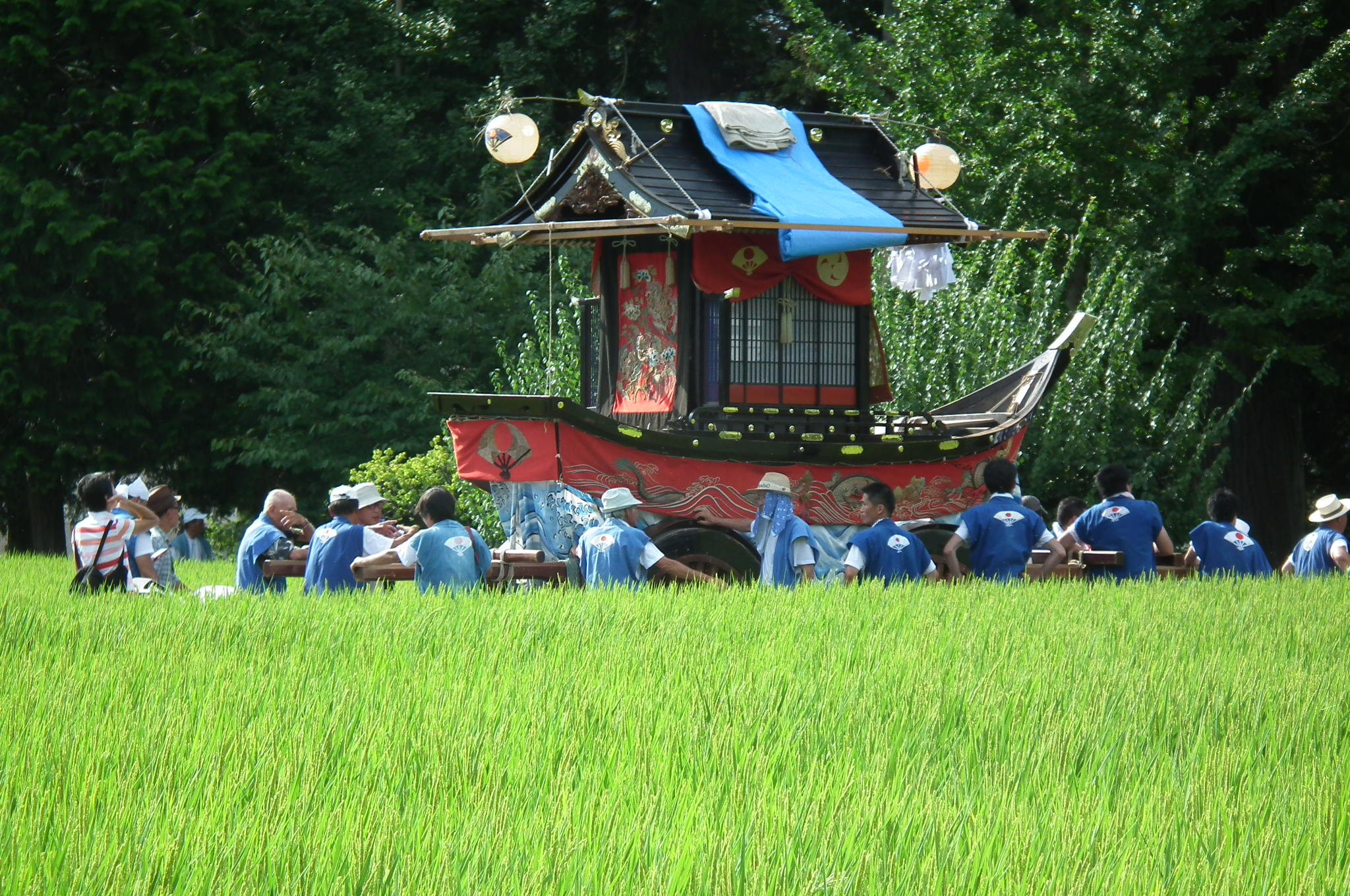
御旅所へ向かうダンジリヤマ
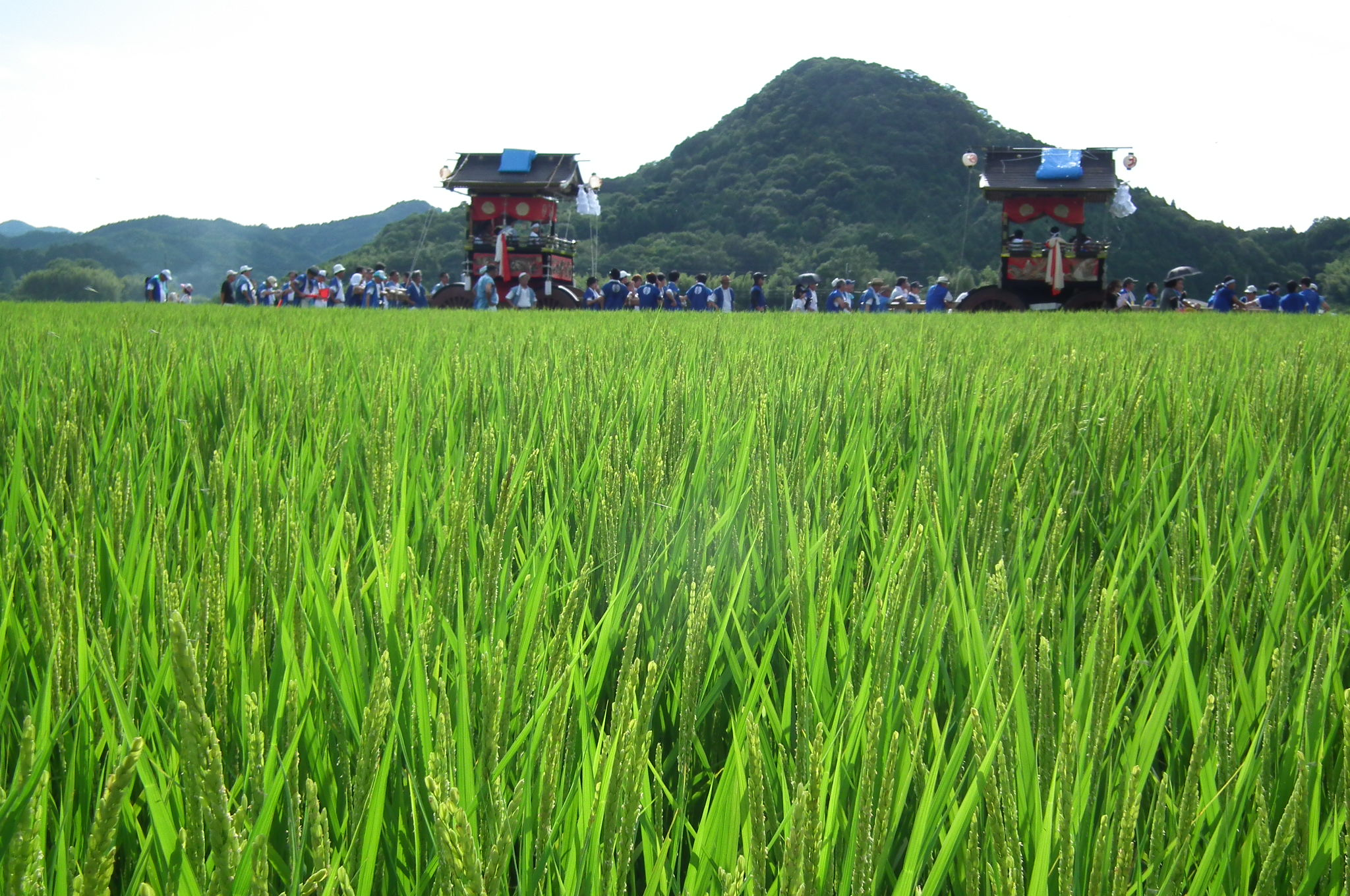
御旅所へ向かうダンジリヤマ
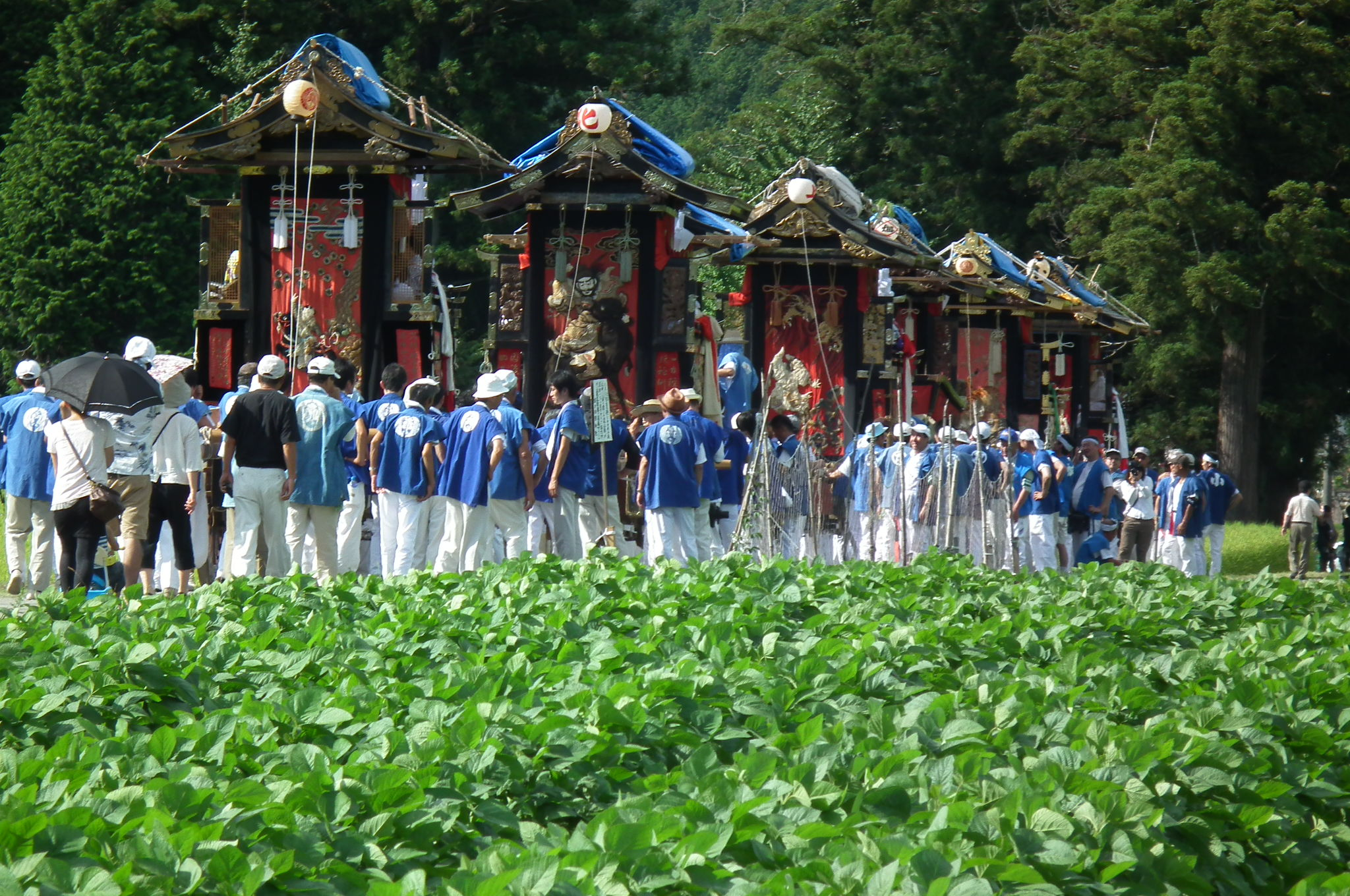
御旅所大歳森神社前
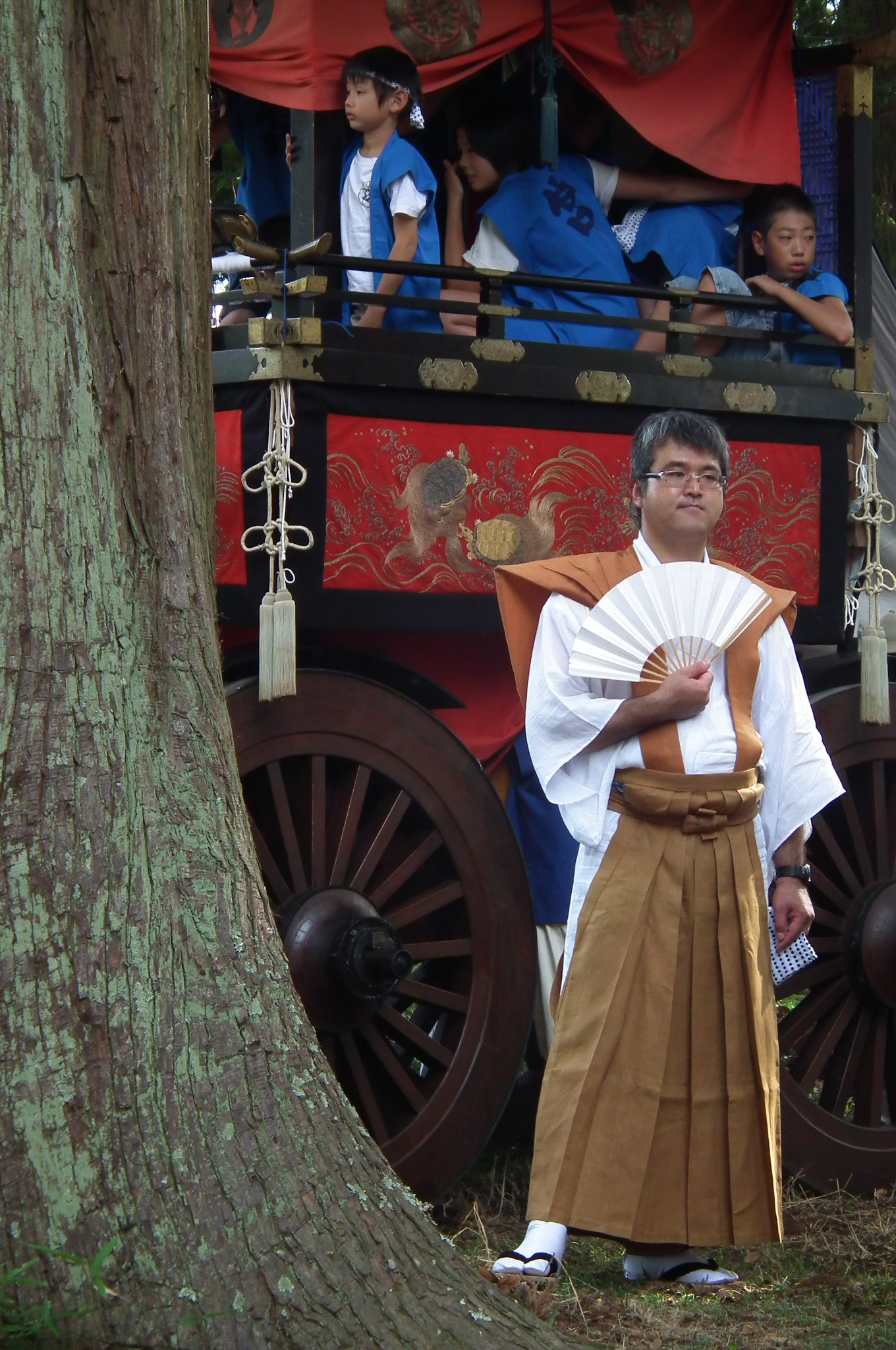
御旅所にて
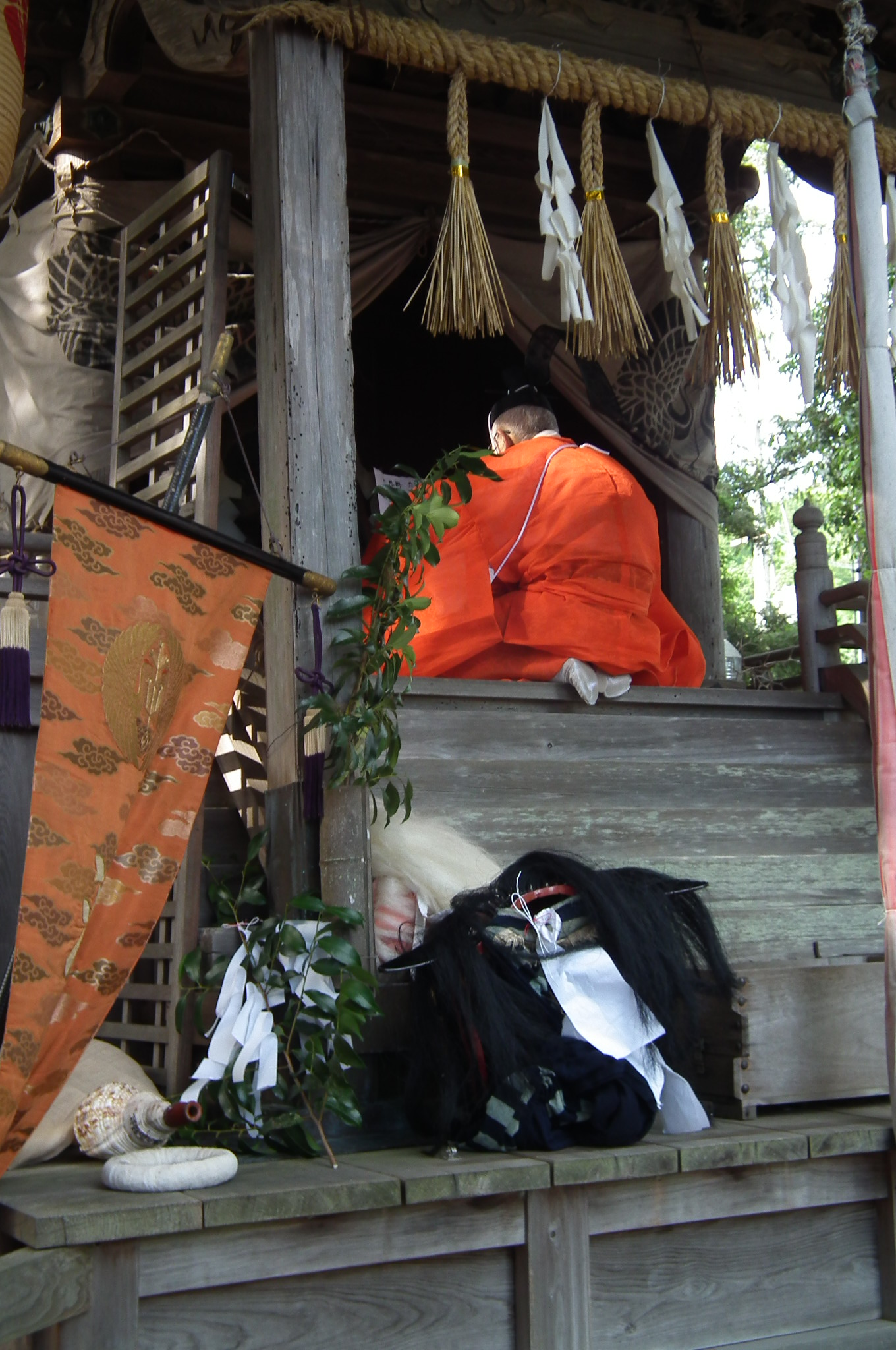
御旅所大歳森神社

## 文化財

### 選択無形民俗文化財（国選択）
- 波々伯部神社のおやま行事（2006年〈平成17年〉2月21日選択）[9] - 県指定無形民俗文化財でもある（1996年〈平成7年〉3月28日指定）[10]。

### 県指定有形民俗文化財
- 波々伯部神社の祭礼操り人形[10]

### 市指定有形文化財
- 青銅鳥居 1棟[11]
- 障壁画 36面[11] - うち24面は長沢芦洲筆、8面は三木翠山筆、4面は法橋狩野丹渓守泰（伝不詳）筆[12]。
- 薬師三尊懸仏 3面[11]

## 現地情報
所在地
- 兵庫県丹波篠山市波々伯部5、宮ノ前3-2

交通アクセス
- 西日本旅客鉄道（JR西日本）福知山線（JR宝塚線）篠山口駅より神姫バスに乗車し、バス停「波々伯部前」下車後、徒歩すぐ[1][4]